# XV-4蜂鳥
XV-4蜂鳥（英語：Hummingbird)（最初編號為VZ-10）是一款由洛克希德公司為美國陸軍設計的一款專們用於測試VTOL飛機攜帶目標捕獲和感測設備的可行性。該款也是V/STOL噴射機的眾多嘗試之一。

## 發展

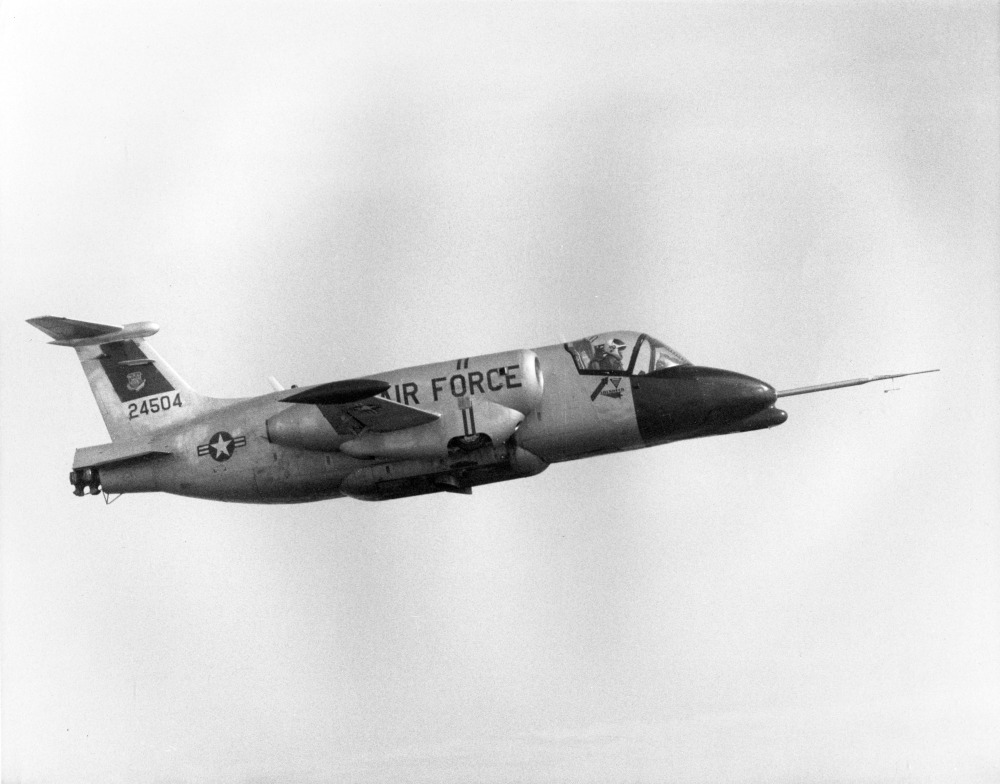
XV-4B

垂直起飛升力是透過多個噴嘴向下排出引擎氣流並透過增強的二次冷氣流，獲得極大的升力。但該機性能遠低於預期，推重比僅1.04，原型機於1964年6月10日墜毀，飛行員喪生。第二架XV-4改裝為升力噴射機，但在多次測試後也墜毀。
XFV-12在透過引擎廢氣夾帶冷空氣（在本例中是透過機翼上的襟翼）產生升力的設計也同樣失敗，因此美國早期的V/STOL設計都沒有投入量產。英國的霍克西德利鷂式戰鬥機使用向量噴嘴，而俄羅斯的雅克-38戰鬥機則使用升力噴射機和旋轉後噴嘴。F-35閃電II戰鬥機後來則是在機身內採用了軸驅動升力風扇。

### 測試
第一架原型機XV-4A (62-4503) 於1962年7月7日首次常規起飛飛行。首次繫留飛行測試於1962年11月30日進行，首次自由懸停飛行於1963年5月24日進行。1963年11月8日進行了首次從懸停過渡到往前飛行的飛行。62-4503於1964年6月10日在科布郡墜毀，駕駛員當場犧牲。
洛克希德公司在1966年至1968年間將第二架原型機改裝為XV-4B。原先採用的兩具普惠JT12發動機替換成6具奇異J85，其中四具充當升力噴氣機。該機於1969年3月14日在喬治亞州墜毀；飛行員哈蘭·J·誇姆 (Harlan J. Quamme) 使用彈射座椅逃生，沒有受傷。

## 型號
- XV-4A
- XV-4B

## 外部連結
- VSTOL.org Wheel